# Municipio de Samokov
El municipio de Samokov (búlgaro: Община Самоков) es un municipio búlgaro perteneciente a la provincia de Sofía, estando ubicado en la esquina suroccidental de ella provincia, al sur del territorio de la capital nacional Sofía.

## Demografía
En 2011 tiene 38 089 habitantes, de los cuales el 78,33% son búlgaros y el 13,53% gitanos. Su capital es Samokov, donde viven dos terceras partes de la población municipal.

## Localidades
Junto con la capital municipal Samokov hay 27 localidades en el municipio:
| - Alino - Belchin - Belchinski Bani - Beli Iskar - Dolni Okol - Dospei - Dragushinovo - Gorni Okol - Govedartsi | - Gutsal - Yarebkovitsa - Yarlovo - Lisets (despoblado) - Kovachevtsi - Madzhare - Mala Tsarkva - Maritsa - Popoveane | - Prodanovtsi - Raduil - Rayovo - Relovo - Zlokuchene - Klisura - Novo Selo - Shipoceane - Shiroki Dol |